# 특징 통합론
특징 통합론, 특징 통합 이론, 세부 특징 통합론(Feature integration theory)은 1980년 앤 트레이스먼과 개리 젤레이드가 개발한 주의 이론으로, 자극을 인지할 때 특징이 "초기에, 자동적으로, 그리고 병렬적으로 등록되는 반면, 대상은 처리 과정의 후반 단계에서 개별적으로 식별된다"고 주장한다. 이 이론은 인간의 시각 주의에 대한 가장 영향력 있는 심리학적 모델 중 하나이다.

## 읽기
읽으면서 글자를 식별할 때, 글자의 모양뿐만 아니라 색깔이나 주변 요소와 같은 다른 특징들도 인지된다. 개별 글자는 다른 글자와 공간적으로 결합될 때 순차적으로 처리된다. 글자의 각 특징의 위치는 독자 앞에 있는 동안에도 미리 알 수 없다. 글자의 특징 위치 및 글자의 위치를 알 수 없기 때문에, 주의 깊게 집중하지 않으면 특징 교환이 발생할 수 있다. 이를 측면 마스킹이라고 하며, 이 경우 글자와 배경을 구분하는 데 어려움을 나타낸다.